# Jogador de Futebol Búlgaro do Ano
O prêmio Jogador de Futebol Búlgaro do Ano (búlgaro: Футболист №1 на България) é um título anual concedido ao melhor jogador búlgaro do ano em qualquer liga do mundo. O prêmio existe desde 1961 e é votado pelos jornalistas e cronistas esportivos do país.
Foi organizado pelo "Fútbol newspaper" de 1961 a 1975, pelo "Start newspaper" de 1975 a 1998 e desde 1999 é organizado pelo "Fútbol newspaper" e "Start magazine".
Os maiores vencedores do prêmio são Hristo Stoichkov (1989, 1990, 1991, 1992 e 1994), em segundo Dimitar Berbatov (2002, 2004, 2005, 2007 e 2008) e em terceiro Hristo Bonev (1969, 1972 e 1973). O clube que obteve mais jogadores agraciados com o prêmio é o Profesionalen Futbolen Klub Levski Sofia com 11 conquistas, sendo que o seu rival local o PFC CSKA Sofia teve 10 conquistas.

## Vencedores
| Year | Footballer                                             | Position                       | Club                                                                                 |
| ---- | ------------------------------------------------------ | ------------------------------ | ------------------------------------------------------------------------------------ |
| 1961 | Georgi Naydenov                                        | goleiro                        | PFC CSKA Sofia                                                                       |
| 1962 | Ivan Kolev                                             | zagueiro                       | PFC CSKA Sofia                                                                       |
| 1963 | Aleksandar Shalamanov                                  | zagueiro                       | PFC Slavia Sofia                                                                     |
| 1964 | Nikola Kotkov                                          | atacante                       | PFC Lokomotiv Sofia                                                                  |
| 1965 | Georgi Asparuhov                                       | atacante                       | Profesionalen Futbolen Klub Levski Sofia                                             |
| 1966 | Aleksandar Shalamanov                                  | zagueiro                       | PFC Slavia Sofia                                                                     |
| 1967 | Dimitar Penev                                          | zagueiro                       | PFC CSKA Sofia                                                                       |
| 1968 | Simeon Simeonov                                        | goleiro                        | PFC Slavia Sofia                                                                     |
| 1969 | Hristo Bonev                                           | atacante                       | PFC Lokomotiv Plovdiv                                                                |
| 1970 | Stefan Aladzhov                                        | zagueiro                       | Profesionalen Futbolen Klub Levski Sofia                                             |
| 1971 | Dimitar Penev                                          | zagueiro                       | PFC CSKA Sofia                                                                       |
| 1972 | Hristo Bonev                                           | atacante                       | PFC Lokomotiv Plovdiv                                                                |
| 1973 | Hristo Bonev                                           | atacante                       | PFC Lokomotiv Plovdiv                                                                |
| 1974 | Kiril Ivkov                                            | zagueiro                       | Profesionalen Futbolen Klub Levski Sofia                                             |
| 1975 | Kiril Ivkov                                            | zagueiro                       | Profesionalen Futbolen Klub Levski Sofia                                             |
| 1976 | Bozhidar Grigorov                                      | atacante                       | PFC Slavia Sofia                                                                     |
| 1977 | Pavel Panov                                            | meia/atacante                  | Profesionalen Futbolen Klub Levski Sofia                                             |
| 1978 | Rumen Goranov                                          | goleiro                        | PFC Lokomotiv Sofia                                                                  |
| 1979 | Atanas Mihaylov                                        | atacante                       | PFC Lokomotiv Sofia                                                                  |
| 1980 | Andrey Zhelyazkov                                      | atacante                       | PFC Slavia Sofia                                                                     |
| 1981 | Georgi Velinov                                         | goleiro                        | PFC CSKA Sofia                                                                       |
| 1982 | Radoslav Zdravkov                                      | zagueiro                       | PFC CSKA Sofia                                                                       |
| 1983 | Stoycho Mladenov                                       | meia/atacante                  | PFC CSKA Sofia                                                                       |
| 1984 | Plamen Nikolov                                         | goleiro                        | Profesionalen Futbolen Klub Levski Sofia                                             |
| 1985 | Georgi Dimitrov                                        | zagueiro                       | PFC CSKA Sofia                                                                       |
| 1986 | Borislav Mihaylov                                      | goleiro                        | Profesionalen Futbolen Klub Levski Sofia                                             |
| 1987 | Nikolay Iliev                                          | zagueiro                       | Profesionalen Futbolen Klub Levski Sofia                                             |
| 1988 | Lyuboslav Penev                                        | atacante                       | PFC CSKA Sofia                                                                       |
| 1989 | Hristo Stoichkov                                       | meia/atacante                  | PFC CSKA Sofia                                                                       |
| 1990 | Hristo Stoichkov                                       | meia/atacante                  | FC Barcelona                                                                         |
| 1991 | Hristo Stoichkov                                       | meia/atacante                  | FC Barcelona                                                                         |
| 1992 | Hristo Stoichkov                                       | meia/atacante                  | FC Barcelona                                                                         |
| 1993 | Emil Kostadinov                                        | atacante                       | FC Porto                                                                             |
| 1994 | Hristo Stoichkov                                       | meia/atacante                  | FC Barcelona                                                                         |
| 1995 | Krasimir Balakov                                       | meia                           | Sporting Clube de Portugal, VfB Stuttgart                                            |
| 1996 | Trifon Ivanov                                          | zagueiro                       | SK Rapid Wien                                                                        |
| 1997 | Krasimir Balakov                                       | meia                           | VfB Stuttgart                                                                        |
| 1998 | Ivaylo Yordanov                                        | zagueiro/meia/atacante         | Sporting Clube de Portugal                                                           |
| 1999 | Aleksandar Aleksandrov                                 | meia                           | Profesionalen Futbolen Klub Levski Sofia                                             |
| 2000 | Georgi Ivanov                                          | atacante                       | Profesionalen Futbolen Klub Levski Sofia                                             |
| 2001 | Georgi Ivanov                                          | atacante                       | Profesionalen Futbolen Klub Levski Sofia                                             |
| 2002 | Dimitar Berbatov                                       | atacante                       | Bayer Leverkusen                                                                     |
| 2003 | Stiliyan Petrov                                        | meia                           | Celtic F.C.                                                                          |
| 2004 | Dimitar Berbatov                                       | atacante                       | Bayer Leverkusen                                                                     |
| 2005 | Dimitar Berbatov                                       | atacante                       | Bayer Leverkusen                                                                     |
| 2006 | Martin Petrov 2º Dimitar Berbatov 3º Stiliyan Petrov   | meia/atacante meia             | Atlético Madrid Tottenham Hotspur F.C. Aston Villa F.C.                              |
| 2007 | Dimitar Berbatov 2º Martin Petrov 3º Georgi Petkov     | atacante meia/atacante goleiro | Tottenham Hotspur F.C. Manchester City F.C. Profesionalen Futbolen Klub Levski Sofia |
| 2008 | Dimitar Berbatov 2º Georgi Petkov 3º Blagoy Georgiev   | atacante goleiro meia          | Manchester United F.C. Profesionalen Futbolen Klub Levski Sofia PFC Slavia Sofia     |
| 2009 | Dimitar Berbatov 2º Stiliyan Petrov 3º Blagoy Georgiev | atacante meia                  | Manchester United Aston Villa Terek Grozny                                           |
| 2010 | Dimitar Berbatov 2º Ivelin Popov 3º Nikolay Mihaylov   | atacante goleiro               | Manchester United Gaziantepspor Twente                                               |